# Sherwani

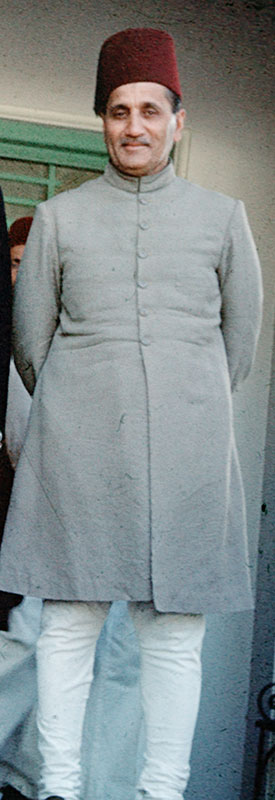
Egy régimódi hajdarabádi úriember egy hétköznapi sherwanit viselve egy fezzel

A sherwani (urdu: شیروانی ) egy hosszabb, kabátszerű ruhanemű, amit dél-ázsiában hordanak. Hasonló az achkanhoz. Általában a kurtára, churidarra, khara pizsamára, salwarra – vagy Indiában dhotira – veszik rá. 

## Eredete
A sherwani Közép-Ázsiából ered: a nemesi származású törökök és perzsák bírósági öltözete volt a Delhi Szultanátusban és a Mogul Birodalomban. Szintén összefüggésbe hozható a Hajdarabád állambeli bírósággal. A shewani a 18. századtól kezdett szélesebb körben elterjedni.

## Viselete
A sherwani a pakisztáni férfiak nemzeti viselete is egyben.
Indiában ezt a ruhanemű hivatalos alkalmakkor, főleg télen, hordják az észak-indiaiak leszármazottai, leginkább az Uttar Prades-iek.
A legtöbb dél-ázsiai kormányhivatalnok fekete sherwanit visel állami alkalmakkor, ami Indiában összefüggésbe hozható Dzsaváharlál Nehruval, a nemzet első miniszterelnökével.
A sherwani kabát szorosan simul a testhez, elől gombolódik és térd alatt ér. Általában hímezett vagy valamilyen módon részletesen ki van dolgozva. Sok dél-ázsiai vőlegény viselete.